# Witalij Bialinski
Witalij Uładzimirawicz Bialinski, błr. Віталій Уладзіміравіч Бялінскі, ros. Виталий Владимирович Белинский – Witalij Władimirowicz Bielinski; ur. 27 listopada 1989 w Mińsku) – białoruski hokeista, reprezentant Białorusi.

## Kariera
- Junior Mińsk (2005-2008)
- Junost' Mińsk (2008)
- HK Szynnik Bobrujsk (2008-2009)
- Junost' Mińsk (2009-2015)
  -  MHK Junost' Mińsk (2009-2010)
  -  HK Witebsk (2011)
  -  Junior Mińsk (2013)
- Dynama Mińsk (2015-)
- HK Dynama Mołodeczno (2015-2016)
- Crvena zvezda Belgrad (2016-2017)
- Mietałłurg Żłobin (2017-2018)
- HK Dynama Mołodeczno (2018-2019)
- HK Mohylew (2019-)

Wychowanek i wieloletni zawodnik Junosti Mińsk. Występował w białoruskiej ekstralidze. Od lipca 2015 zawodnik Dynama Mińsk. Przekazany do Dynama Mołodeczno. W sezonie 2016/2017 występował w serbskim zespole Crvenej Zvezdy Belgrad, po czym w lipcu przeszedł do Mietałłurga Żłobin. W czerwcu 2018 ponownie został bramkarzem Dynama Mołodeczno. W sierpniu 2019 przeszedł do HK Mohylew.
Występował w kadrach juniorskich kraju na turniejach mistrzostw świata do lat 18 edycji 2007 (Dywizja I), mistrzostw świata do lat 20 edycji 2009 (Dywizja I). Brał udział w turnieju zimowej uniwersjady edycji 2011. W kadrze seniorskiej uczestniczył w turniejach mistrzostw świata w 2013 (Elita).

## Sukcesy
Reprezentacyjne
- Awans do Elity MŚ Elity do lat 18: 2007
- Srebrny medal zimowej uniwersjady: 2011

Klubowe
- Złoty medal mistrzostw Białorusi: 2010, 2011 z Junostią Mińsk
- Srebrny medal mistrzostw Białorusi: 2014, 2015 z Junostią Mińsk
- Puchar Białorusi: 2009, 2010, 2014 z Junostią Mińsk
- Puchar Kontynentalny: 2011 z Junostią Mińsk
- Drugie miejsce w Pucharze Kontynentalnym: 2010, 2012 z Junostią Mińsk
- Srebrny medal mistrzostw Serbii: 2017 z Crveną zvezdą

Indywidualne
- Mistrzostwa Świata Juniorów w Hokeju na Lodzie 2009/I Dywizja#Grupa A:
  - Pierwsze miejsce w klasyfikacji skuteczności interwencji w turnieju: 93,81%[6]
  - Drugie miejsce w klasyfikacji średniej goli straconych na mecz w turnieju: 1,50
  - Najlepszy zawodnik reprezentacji w turnieju[7]
  - Najlepszy bramkarz turnieju[8]
- Ekstraliga białoruska w hokeju na lodzie (2009/2010):
  - Pierwsze miejsce w klasyfikacji średniej goli straconych na mecz w fazie play-off: 1,22[9]
  - Pierwsze miejsce w klasyfikacji skuteczności interwencji w fazie play-off: 93,7%[10]
- Mistrzostwa Świata w Hokeju na Lodzie 2013/Elita:
  - Siódme miejsce w klasyfikacji skuteczności interwencji w turnieju: 92,52%[11]
  - Jeden z trzech najlepszych zawodników reprezentacji na turnieju[12]